# Saint-Remy-sous-Broyes
Saint-Remy-sous-Broyes é uma comuna francesa na região administrativa do Grande Leste, no departamento de Marne. Estende-se por uma área de 7.75 km², e possui 105 habitantes, segundo o censo de 2018, com uma densidade de 14 hab/km².